# 雙標斯坦達脂鯉
雙標斯坦達脂鯉（学名：Steindachnerina binotata），為輻鰭魚綱脂鯉目脂鯉亞目無齒脂鯉科的其中一個種，分布於南美洲亞馬遜河西部流域，體長可達13.3公分，棲息在中底層水域，以生活習性不明。